# Basilica (Ostia)
La Basilica (I, XI, 5) era l'edificio pubblico utilizzato come luogo coperto per trattare gli affari, sanare le controversie ed amministrare la giustizia, che si trovava sul lato occidentale del Foro della città romana di Ostia.

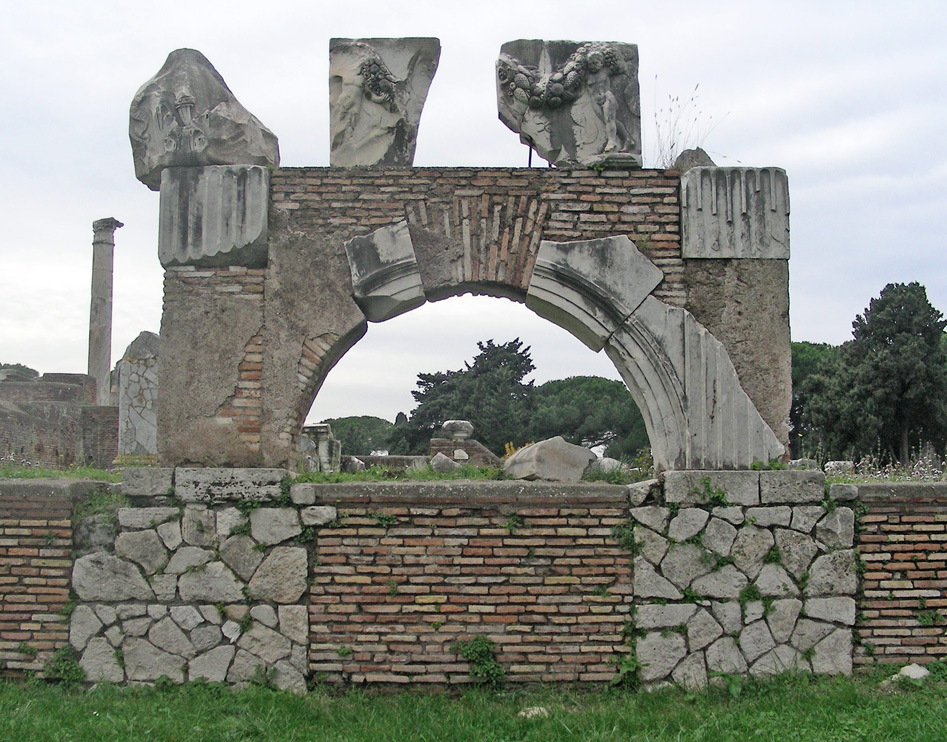
Ricostruzione di uno degli archi della facciata sulla piazza del Foro

## Descrizione
L'edificio, sorto all'interno dell'originario Castrum repupplicano di fronte alla Curia dalla quale era separato dal decumano, fu costruito a cavallo tra il I e il II secolo d.C., ed era utilizzato, come per tutte le basiliche romane pre-cristiane, per amministrare la giustizia e per trattare affari economici.
Esternamente la struttura sul lato rivolto verso il foro presentava un doppio porticato con 11 arcate marmoree che le conferiva un aspetto monumentale, mentre dal lato del Decumano, dove era accessibile tramite due scale laterali, presentava 7 arcate marmoree. Internamente la grande sala basilicale, il cui spazio era delimitato da grandi colonne di marmo africano (11 sui lati lunghi e 6 su quelli corti) di ordine corizinzio,  è caratterizzata da un'ampia navate centrale pavimentata con grandi lastre marmoree, ai cui lati si trovano due deambulatori.

Dell'edificio, che fu indagato la prima volta tra il 1802 e il 1804, e del quale sono visibili resti dei podi riservati ai giudici, sono stati trovati sparsi nell'area circostante, diversi frammenti di rilievi marmorei che raffiguravano episodi mitologici della storia di Roma, come la lupa che allatta i gemelli o le oche del Campidoglio.